# Arnold Bruggink
Arnold Jan Bruggink (nacido el 24 de julio de 1977 en Almelo, Overijssel) es un centrocampista o delantero de los Países Bajos que ha jugado en varios clubes de la Eredivisie, la liga española o la Bundesliga.

## Trayectoria
En el año 2000 ganó el premio al Talento del Año en los Países Bajos cuando jugaba para el PSV Eindhoven equipo en el que ganó tres ligas y dos supercopas.
Después de seis temporadas en el PSV fichó por el equipo español, RCD Mallorca en 2003, con quien jugó la Copa de la UEFA. Después de este año volvió a los Países Bajos, a jugar en el SC Heerenveen y en el año 2006 fichó por el Hannover 96 alemán.
Bruggink debutó con la Selección de fútbol de los Países Bajos en un partido de clasificación para la Copa Mundial de Fútbol del año 2000 ante la República de Irlanda y después volvió a jugar ante España el 15 de noviembre en un amistoso.
En 2010 firmó con el FC Twente, por lo cual volvió al club con el que debutó, tras rescindir su contrato con el Hannover 96 alemán, del cual era capitán del equipo.

## Palmarés

### Campeonatos nacionales
| Título                        | Club          | País         | Año  |
| ----------------------------- | ------------- | ------------ | ---- |
| Eredivisie                    | PSV Eindhoven | Países Bajos | 2000 |
| Eredivisie                    | PSV Eindhoven | Países Bajos | 2001 |
| Supercopa de los Países Bajos | PSV Eindhoven | Países Bajos | 2001 |
| Supercopa de los Países Bajos | PSV Eindhoven | Países Bajos | 2002 |
| Eredivisie                    | PSV Eindhoven | Países Bajos | 2003 |

### Distinciones individuales
| Distinción                          | Año  |
| ----------------------------------- | ---- |
| Talento del año en los Países Bajos | 2000 |